# Закят
Закя́т, зака́т (араб. زكاة) — податок на майно і доходи мусульман, що є обов'язковим за шаріатом.
Теоретично податок має бути розподілений між бідними членами мусульманської общини. У багатьох країнах ісламу практично перетворився на звичайний державний податок. У трактуванні богословів виплата закяту очищує користування майном і отримані доходи.
Стягується закят один раз на рік у визначені строки за місячним мусульманським календарем для кожного виду майна (з продуктів землеробства — після збору урожаю, з худоби, товарів і т.д. наприкінці року) з голови сім'ї.
Розміри сплати і точний перелік видів майна, з яких податок має стягуватись, є предметом спорів мусульманських правників.
Сучасні ісламські ідеологи розглядають закят як важливий засіб забезпечення соціальної справедливості шляхом перерозподілу доходів.
У день закінчення посту в місяць рамадан із дорослих мусульман стягується податок-милостиня закят аль-фітр, що призначений для роздачі біднякам під час свята ід аль-фітр.
Також деяка частина мусульман вносить закят у вигляді добровільних пожертвувань в каси мечетей.